# Синагога
Синаго́га (от др.-греч. συναγωγή [synaɡɔːɡɛ̌ː] — «собрание»; ивр. בֵּית כְּנֶסֶת‎ [bet ˈknesːet] — «дом собрания»; идиш שול‎ [ʃuːl] — «школа»), после разрушения Храма, — основной институт еврейской религии; помещение, служащее местом общественного богослужения и центром религиозной жизни общины.
Синагога не только оказала решающее влияние на формирование иудаизма. Традиция придаёт синагоге огромное значение в еврейской жизни. В Талмуде считается, что она уступает по святости только Храму, и называется микдаш меат (מקדש מעט‎ — «малое святилище»), как сказано:

…хотя Я и удалил их к народам и хотя рассеял их по землям, но Я буду для них некоторым святилищем в тех землях, куда пошли они.
— Иез. 11:16

## Происхождение синагоги
Большинство историков полагают, что синагоги появились около двадцати пяти веков назад в Вавилоне, после разрушения Храма и начала вавилонского пленения. Евреи, переселённые в Вавилон, стали собираться в домах друг друга, чтобы вместе молиться и учить Тору. Позднее были построены специальные здания для молитвы — первые синагоги.
В начале периода Второго храма еврейские законоучители постановили, что молиться следует в общине. Каждая община должна построить «дом собрания» (ивр. бейт-кнесет или греч. синагога), где евреи собирались бы на молитву в шаббат, праздники и будни.
- Второй Храм
- Синагога первого века в Гамле
- Синагога первого века в Масаде
- Синагога первого века в Магдале
- Синагога первого века в Иродиуме

## Устройство синагоги

### Храм
Хотя внешне синагоги отличаются друг от друга, в основе их внутреннего устройства лежит конструкция Храма, который, в свою очередь, повторял устройство Скинии, построенной евреями в пустыне. Это было огороженное прямоугольное пространство. Внутри находился умывальник, где священнослужители по заповеди омывали руки и ноги перед началом службы, и жертвенник для жертвоприношения животных. Вслед за этим располагалось нечто вроде шатра, называемого «святилищем». Туда могли входить только священнослужители. В глубине святилища, скрытая особым занавесом (парохет), находилась святая святых, где стоял ковчег завета, содержавший скрижали с высеченными на них десятью заповедями. Когда царь Соломон построил Храм, он воспроизвёл устройство Скинии, добавив прилегающий двор, где могли молиться еврейки.

### Синагога
По правилам, необходимо стремиться к тому, чтобы синагога располагалась на самом высоком месте в городе. Синагоги строятся так, что их фасад всегда обращён к Израилю, по возможности к Иерусалиму, где стоял Храм (для европейских синагог это означает ориентацию на восток). Во всяком случае стена, у которой стоит шкаф (арон кодеш), в котором хранятся свитки Торы, всегда направлена в сторону Иерусалима; и в любом месте евреи молятся, обращаясь лицом к нему.
Синагога обычно имеет прямоугольную форму; в ортодоксальных и консервативных синагогах для евреев и евреек устроены раздельные помещения (это может быть балкон, боковой или задний придел), разделённые преградой, называющейся мехица. У входа помещается раковина, где можно совершить омовение рук перед молитвой. В той части синагоги, которая соответствует местоположению святилища в Храме, устанавливается большой шкаф (иногда в нише), покрытый занавесом. Такой шкаф символизирует ковчег завета в Храме, в котором хранились скрижали с десятью заповедями. В шкафу находятся свитки Торы — самое священное достояние синагоги.
В центре синагоги находится возвышение (бима или алмемар). С этого возвышения читается Тора, на нём установлен стол для свитка. Это напоминает помост, с которого в Храме читали Тору.

Над ковчегом располагается «неугасимый светильник» (нер тамид). Он горит всегда, символизируя менору, — масляный светильник Храма. В меноре было семь фитилей, один из которых горел постоянно, как сказано: 
возжигать вечный огонь перед скрижалями…
 Рядом с нер тамид обычно помещается каменная плита или бронзовая доска, с выгравированными на ней десятью заповедями.
- Модель синагоги в Гартманице
- Вид с балкона Фламандской синагоги[англ.] в Гибралтаре
- Интерьер Малой синагоги[англ.] в Гибралтаре
- Синагогальный ковчег (арон кодеш)

## Функции синагоги
Время молитв в синагоге совпадает со временем ежедневных жертвоприношений в Храме, тем не менее, молитва не является заменой жертвоприношения. В отличие от христианской церкви, синагога не является Храмом, а лишь помещением для общественной молитвы. Еврейский Храм может быть построен только на одном месте на храмовой горе в Иерусалиме.
В эпоху Второго храма функцией синагоги было поддержание тесной связи между евреями, где бы они ни жили, и Храмом в Иерусалиме, никак с Храмом не конкурируя. После разрушения Храма синагога призвана возрождать во всех еврейских общинах дух Храма.
Функции синагоги очень широки. Часто при синагогах имеются школы, в которых дети и подростки изучают Тору. Талмуд рассказывает, что в Иерусалиме было 480 синагог, и при каждой было две школы — начальная (бейт-сефер) и средняя (бейт-талмуд). В бейт-сефер преподавали Танах, а в бейт-талмуд — Мишну. По традиции синагоги обеспечивают общину библиотекой. Считается[кем?] весьма благочестивым делом купить для такой библиотеки книги. В любой синагоге можно найти Пятикнижие с комментариями, Мишну, Талмуд, сотни, а иногда и тысячи других книг. Любой член общины вправе пользоваться ими. В синагоге проводят празднование обрезания, совершеннолетия, выкупа первенца и другие религиозные обряды. Также в синагоге может заседать местный религиозный суд бейт-дин.
Синагоги абсолютно независимы. Любая община верующих может организовать синагогу. Для управления синагогой верующие сами выбирают руководителей. Правление синагоги распоряжается средствами для помощи нуждающимся, устраивает на ночлег приезжих.

## Синагогальная служба
Новые формы богослужения в синагогах основывались на концепциях, развившихся из храмовой службы, и благодаря Храму они стали частью религиозной жизни еврейского народа.
Синагога находилась на храмовом дворе, а молитвы и чтение Торы были частью храмовой службы. Многие храмовые ритуалы, как, например, биркат-коханим, помахивание лулавом в праздник Суккот, трубление в шофар и другие, пришли в синагогальную службу из храмового ритуала и получили распространение в синагогах Земли Израильской и в диаспоре ещё в период существования Второго храма.
С течением времени к изучению Торы было добавлено также чтение Торы в Храме. В субботу и праздники Синедрион собирался в храме в качестве бейт-мидраша; во дворе Храма законоучители преподавали народу законы Торы. Хранившиеся в Храме древние списки Священного Писания и произведения национальной исторической литературы были эталоном канонического текста, и по просьбе общин диаспоры книжники делали для них копии с этих книг.
Несмотря на развитие новых форм богопочитания, в народном сознании Храм продолжал оставаться местопребыванием шхины и единственным местом жертвоприношения Богу. Путём храмового жертвоприношения и сопровождающего его очищения искуплялись прегрешения как частных лиц, так и всего народа, что способствовало духовному очищению и моральному совершенствованию Израиля. Храмовый культ рассматривался как источник благословения не только для евреев, но и для всех народов мира. После разрушения Храма синагога призвана возрождать во всех еврейских общинах дух Храма.

## Знаменитые синагоги
- Синагога Хурва в Еврейском квартале Старого города Иерусалима (до 1948 года)
- Храм Бет-Эль (Temple Beth-El), старейшая синагога во Флориде, построенная в стиле ар-деко
- Старая синагога (Эрфурт), построена в XII—XIII веках
- Большая синагога на улице Дохань в Будапеште, крупнейшая в Европе
- Софийская синагога, София, Болгария
- Харьковская хоральная синагога
- Синагога Баал Шем Това в Меджибоже, фото 1915 года. Была разрушена и вновь восстановлена
- Большая Хоральная синагога в Санкт-Петербурге
- Московская хоральная синагога
- Вормсская синагога, также известна как Синагога Раши
- Синагога в Суботице, яркий памятник венгерского модерна